# Pays Direct
 (mars 2019).
Pays Direct (ou service Pays Direct ; en anglais, Home Country Direct ou Home Country Direct service) était un service de télécommunication destiné à faciliter un appel vers son pays d’origine lors de ses déplacements à l’étranger. Le service permettait à l'appelant de parler avec un opérateur familier avec sa langue. Le numéro du pays de destination était généralement un numéro sans frais national et était spécifique au couplage d'un pays d'origine à un pays de destination.

## Description
Les premiers services de ce type ont été créés au début des années 1980 par AT&T sous le nom de USA Direct. Des services réciproques en provenance des États-Unis ont par la suite été mis en place par d'autres pays, tel que Canada Direct mis en place par l'ancienne alliance canadienne Telecom Canada.
Comme ce service existait bien avant le service d'appel sans frais international, il était nécessaire d’établir dans chaque pays un numéro sans frais conforme à la méthode d’établissement de ce service spécifique au pays. Étant donné que de nombreux pays n’avaient pas encore migré leur service de numéro sans frais vers l’indicatif régional 800, il existait une variété de numéros différents selon les pays. Dans certains pays, le service était limité aux téléphones publics et pouvait nécessiter un prépaiement au moyen de pièces de monnaie ou d'une carte prépayée. Une fois le numéro composé, l'appel était acheminé via un commutateur international et des circuits internationaux, directement vers un opérateur du pays appelé.
Dans certains cas, moyennant un tarif majoré, l'appelant pouvait appeler un pays tiers au lieu de son pays d'origine.
Avant la mise en place de services directs vers leur pays d'origine, les appelants essayant de téléphoner chez eux étaient limités dans leur capacité à passer un appel. Alors que quelques pays autorisaient les appels à frais virés, la plupart ne permettaient de tels appels que vers le Canada ou les États-Unis, souvent à des tarifs de personne à personne, et encore moins de pays autorisaient des appels utilisant une carte téléphonique étrangère. De nombreux pays n'autorisaient aucun transfert de charge, obligeant l'appelant à payer directement le fournisseur de services au point d'origine de l'appel.